# AEW Fight for the Fallen
AEW Fight for the Fallen es un evento especial de televisión de lucha libre profesional producido por la empresa estadounidense All Elite Wrestling. 

## Ediciones

### 2019
Fight for the Fallen 2019 fue el tercer evento realizado por la promoción, y tuvo lugar el 13 de julio de 2019 desde el Daily's Place en Jacksonville, Florida. AEW ha declarado que los ingresos del evento se donarán a las víctimas de la violencia con armas de fuego. El tema oficial del evento fue "Fight for the Fallen" de Mikey Rukus.

#### Resultados
En paréntesis se indica el tiempo de cada combate:
- The Buy In: Sonny Kiss derrotó a Peter Avalon (con Leva Bates) (5:10).[4]
  - Kiss cubrió a Avalon después de un «Diving Leg Split».
  - Durante la lucha, Bates interfirió a favor de Avalon.
- The Buy In: Bea Priestley & Shoko Nakajima derrotaron a Dr. Britt Baker D.M.D. & Riho (15:40).[4]
  - Nakajima cubrió a Riho con un «Huracarrana Pin».
  - Después de la lucha, Priestley y Baker se atacaron mutuamente, pero fueron detenidas por Riho y Nakajima.
- MJF, Sammy Guevara & Shawn Spears derrotaron a Darby Allin, Jimmy Havoc & Joey Janela (13:15).[4]
  - Spears cubrió a Allin después de un «Running DVD».
- Brandi Rhodes (con Awesome Kong) derrotó a Allie (11:00).[4]
  - Brandi cubrió a Allie después de un «Spear».
  - Durante la lucha, Kong interfirió a favor de Brandi.
  - Después de la lucha, Brandi y Kong atacaron a Allie, pero fueron detenidas por Aja Kong.
- The Dark Order (Stu Grayson & Evil Uno) derrotaron a The Hybrid 2 (Angélico & Jack Evans) y Jurassic Express (Jungle Boy & Luchasaurus) (con Marko Stunt) y avanzaron a All Out por una oportunidad para clasificar directamente a segunda ronda del torneo por el Campeonato Mundial en Parejas de AEW (15:15).[4]
  - Uno cubrió a Boy después de un «Fatality».
  - Durante la lucha, Stunt interfirió a favor de Jungle Boy & Luchasaurus.
- "Hangman" Adam Page derrotó a Kip Sabian (19:03).[4]
  - Page cubrió a Sabian después de un «Dead Eye».
  - Después de la lucha, Chris Jericho atacó a Page.
- Lucha Brothers (Pentagón Jr. & Rey Fénix) derrotaron a SoCal Uncensored (Frankie Kazarian & Scorpio Sky) (con Christopher Daniels) (15:10).[4]
  - Pentagón cubrió a Kazarian después de un «Fear Factor».
  - Durante la lucha, Daniels interfirió a favor de Kazarian & Sky, pero la árbitro lo expulsó del ringside.
  - El Campeonato Mundial en Parejas de AAA de The Lucha Brothers no estuvo en juego.
- Kenny Omega derrotó a CIMA (22:30).[4]
  - Omega cubrió a CIMA después de un «One Winged Angel».
- The Young Bucks (Matt Jackson & Nick Jackson) derrotaron a Cody & Dustin Rhodes (31:25).[4]
  - Matt cubrió a Cody después de un «Meltzer Driver».

### 2020
Fight for the Fallen 2020 fue un especial de televisión que se transmitió en vivo el 15 de julio de 2020 por el canal televisivo estadounidense TNT como un episodio de Dynamite.

#### Resultados
- Cody (con Arn Anderson) derrotó a Sonny Kiss y retuvo el Campeonato TNT de AEW.
  - Cody cubrió a Kiss después de un «Cross Rhodes».
  - Después de la lucha, Cody y Kiss se dieron la mano en señal de respeto.
- FTR (Cash Wheeler & Dax Harwood) derrotaron a Lucha Brothers (Pentagón Jr. & Rey Fénix).
  - Harwood cubrió a Rey Fénix con un «Roll-Up».
- The Elite (Kenny Omega, Matt Jackson & Nick Jackson) derrotaron a Jurassic Express (Jungle Boy, Luchasaurus & Marko Stunt).
  - Omega cubrió a Stunt después de un «One Winged Angel».
  - Después de la lucha, Omega atacó a Stunt, pero fue detenido por Matt Jackson & Nick Jackson.
- The Nightmare Sisters (Allie & Brandi Rhodes) (con Dustin Rhodes) derrotaron a Kenzie Paige & MJ Jenkins.
  - Allie cubrió a Jenkins después de un «Elbow Drop DDT».
- Jon Moxley derrotó a Brian Cage (con Taz) y retuvo el Campeonato Mundial de AEW.
  - Moxley ganó la lucha después de que Taz lanzara la toalla, mientras Moxley le aplicaba un «Cross Armbreaker» a Cage para detener la lucha.
  - Después de la lucha, Cage atacó a Moxley, pero fue detenido por Darby Allin.
  - El Campeonato de FTW de Cage no estuvo en juego.

### 2021
Fight for the Fallen 2021 fue un especial de televisión que se transmitió en vivo el 28 de julio de 2021 por el canal televisivo estadounidense TNT como un episodio de Dynamite y producido por All Elite Wrestling desde el Bojangles Coliseum en Charlotte, Carolina del Norte.

#### Resultados
- The Elite (Kenny Omega, Doc Gallows, Karl Anderson, Matt Jackson & Nick Jackson) (con Don Callis) derrotaron a The Dark Order (Evil Uno, Stu Grayson, Alex Reynolds & John Silver) & "Hangman" Adam Page en un 10 Man Elimination Tag Match.
  - Omega cubrió a Page después de dos «V-Trigger», seguido de un «One Winged Angel».
  - Como resultado, The Dark Order y Page no obtendrán oportunidades titulares a futuro.
- FTR (Cash Wheeler & Dax Harwood) (con Tully Blanchard) derrotaron a Proud 'N' Powerful (Santana & Ortiz).
  - Harwood cubrió a Ortiz después de un «Brainbuster».
- Lance Archer derrotó a Hikuleo (con Haku) y retuvo el Campeonato Peso Pesado de los Estados Unidos de la IWGP.
  - Archer cubrió a Hikuleo después de un «Blackout».
  - Durante la lucha, Haku interfirió a favor de Hikuleo.
- Christian Cage y Jurassic Express (Jungle Boy & Luchasaurus) derrotaron a The Hardy Family Office (Angelico, Isiah Kassidy & Marq Quen).
  - Cage cubrió a Angelico después de un «Frog Splash».
  - Después de la lucha, The Blade atacó a Cage.
- Thunder Rosa derrotó a Julia Hart.
  - Rosa cubrió a Hart después de un «Fire Thunder Driver».
- Chris Jericho derrotó a Nick Gage en un The Five Labours of Jericho:No Rules Match.
  - Jericho cubrió a Gage después de un «Judas Effect».

### 2022
Fight for the Fallen 2022 fue un especial de televisión que se transmitió en vivo el 27 de julio de 2022 por el canal televisivo estadounidense TBS, como especiales de los programas de televisión semanales Dynamite y Rampage desde el DCU Center en Worcester, Massachusetts.

#### Resultados

##### Dynamite 27 de julio
- Jon Moxley derrotó a Rush (con José the Assistant) y retuvo el Campeonato Mundial Interino de AEW.
  - Moxley dejó inconsciente a Rush con un «Bulldog Choke».
  - Durante la lucha, Andrade el Ídolo & José interfirieron a favor de Rush, mientras que Lucha Bros (Penta Oscuro & Rey Fenix) interfirieron a favor de Moxley.
  - Después de la lucha, Chris Jericho confrontó a Moxley.
- Ricky Starks derrotó a Danhausen y retuvo el Campeonato FTW.
  - Starks cubrió a Danhausen después de un «Spear».
- Hook derrotó a Ricky Starks y ganó el Campeonato FTW.
  - Hook forzó a Starks a rendirse con un «Redrum».
  - Después de la lucha, Powerhouse Hobbs atacó a Starks.
- Sammy Guevara (con Tay Conti) derrotó a Dante Martin (con Skye Blue).
  - Guevara cubrió a Martin después de un «GTH».
  - Después de la lucha, Guevara, Conti & Anna Jay atacaron a Martin & Blue, pero fueron detenidos por Eddie Kingston, Ortiz & Ruby Soho.
- Swerve Strickland derrotó a Tony Nese & Mark Sterling en un 2-on-1 Handicap Match.
  - Strickland cubrió a Sterling después de un «House Call».
  - Después de la lucha, Nese atacó a Strickland.
- Thunder Rosa derrotó a Miyu Yamashita y retuvo el Campeonato Mundial Femenino de AEW.
  - Rosa cubrió a Yamashita después de un «Fire Thunder Driver».
- Daniel Garcia derrotó a Bryan Danielson.
  - Garcia dejó inconsciente a Danielson con un «Scorpion Deathlock».
  - Durante la lucha, Jake Hager interfirió a favor de Garcia.

##### Rampage 29 de julio
- Best Friends (Chuck Taylor, Trent Beretta & Orange Cassidy) derrotaron a Jay Lethal, Satnam Singh & Sonjay Dutt.
  - Cassidy cubrió a Dutt después de un «Orange Punch».
  - Después de la lucha, Lethal, Singh & Dutt atacaron a Best Friends, pero fueron detenidos por Wardlow.
- Ethan Page derrotó a Leon Ruffin.
  - Page cubrió a Ruffin después de un «Ego's Edge».
- Lee Moriarty derrotó a Matt Sydal.
  - Moriarty forzó a Sydal a rendirse con un «Joint Custody».
  - Durante la lucha, Stockeley Hathaway interfirió a favor de Moriarty.
- Anna Jay derrotó a Ruby Soho.
  - Jay dejó inconsciente a Soho con un «Queen's Slayer», luego de robarle la codera.

### 2023
Fight for the Fallen 2023 fue un especial de televisión que se transmitió en vivo el 16 de agosto de 2023 por el canal televisivo estadounidense TBS, como especiales de los programas de televisión semanales Dynamite y Rampage, desde el Bridgestone Arena en Nashville, Tennessee y el 19 de agosto por el canal televisivo estadounidense TNT, para Collision desde el Rupp Arena en Lexington, Kentucky.

##### Dynamite 16 de agosto
- Orange Cassidy derrotó a Wheeler Yuta y retuvo el Campeonato Internacional de AEW.
  - Cassidy cubrió a Yuta después de un «Beach Break».
  - Durante la lucha, Blackpool Combat Club (Claudio Castagnoli & Jon Moxley) interfirieron a favor de Yuta.
  - Después de la lucha, Blackpool Combat Club atacó a Cassidy, pero fueron detenidos por Best Friends (Chuck Taylor & Trent Beretta), sin embargo fueron superados, siendo detenidos por Lucha Bros (Penta El Zero M & Rey Fénix) y Eddie Kingston.
- Darby Allin & Nick Wayne derrotaron a Gates of Agony (Kaun & Toa Liona) (con Prince Nana).
  - Allin cubrió a Kaun después de un «Coffin Drop».
  - Durante la lucha, Mogul Embassy (Swerve Strickland & AR Fox) y Nana interfirieron a favor de Gates of Agony.
- Jeff Jarrett derrotó a Jeff Hardy en un Texas Chain Saw Massacre Deathmatch.
  - Jarrett cubrió a Hardy después de un «Double Chokeslam» de Satnam Singh.
  - Durante la lucha, Jay Lethal, Sonjay Dutt, Karen Jarrett y Singh interifirieron a favor de Jarrett, mientras que Matt Hardy, Ethan Page, Isaiah Kassidy y Leatherface lo hicieron a favor de Jeff.
- Dr. Britt Baker D.M.D derrotó a The Bunny (con Penelope Ford) y ganó una oportunidad por el Campeonato Mundial Femenino de AEW en All In.
  - Baker cubrió a The Bunny después de un «Curb Stomp».
- The Young Bucks (Matt Jackson & Nick Jackson) derrotaron a The Gunns (Austin Gunn & Colten Gunn).
  - Matt cubrió a Austin con un «Roll-Up» apoyándose con las cuerdas.
  - Después de la lucha, Bullet Club Gold (Juice Robinson & Jay White) y The Gunns atacaron a The Young Bucks, pero fueron detenidos por FTR (Cash Wheeler & Dax Harwood).

##### Rampage 18 de agosto
- Rey Fenix derrotó a Komander.
  - Fénix cubrió a Kommander después de un «Muscle Buster».
- Aussie Open (Mark Davis & Kyle Fletcher) derrotaron a Ethan Page & Isaiah Kassidy.
  - Davis cubrió a Kassidy después de un «Coriolis».
  - El Campeonato Mundial en Parejas de ROH de Aussie Open no estuvo en juego.
- Sammy Guevara derrotó a Serpentico.
  - Guevara cubrió a Serpentico después de un «GTH».
- Hikaru Shida & Syke Blue derrotaron a The Outcasts (Toni Storm & Ruby Soho) (con Saraya).
  - Shida cubrío a Soho con un «Roll-Up».
  - Durante la lucha, Saraya interfirió a favor de The Outcasts.

##### Collision 19 de agosto
- Jay White (con Juice Robinson & The Gunns) derrotó a Dalton Castle (con The Boys).
  - White cubrió a Castle después de un «Blade Runner».
  - Durante la lucha, Robinson & The Gunns interfirieron a favor de White, mientras que The Boys lo hicieron a favor de Castle.
- Bullet Club Gold (Juice Robinson, Austin Gunn & Colten Gunn) (con Jay White) derrotaron a Iron Savages (Bronson & Boulder) & Jacked Jameson.
  - Robinson cubrió a Jameson después de un «Rock Hard».
- Big Bill (con Ricky Starks) derrotó a Derrek Neal.
  - Bill cubrió a Neal después de un «Chokeslam».
  - Después de la lucha, Starks atacó a Neal.
- Willow Nightingale (con Kris Statlander) derrotó a Diamante (con Mercedes Martinez).
  - Nightingale cubrió a Diamante después de un «Doctor Boom».
  - Durante la lucha, Martinez interfirió a favor de Diamante, mientras que Statlander lo hizo a favor de Nightingale.
- Powerhouse Hobbs derrotó a Kevin Ku.
  - Hobbs cubrió a Ku después de un «Spinebuster».
  - Después de la lucha, Hobbs atacó a Ku.
- Darby Allin derrotó a Christian Cage (con Luchasaurus).
  - Allin cubrió a Cage con un «Roll-Up».
  - Durante la lucha, Luchasaurus interfirió a favor de Cage, pero fue expulsado por el árbitro.
  - Después de la lucha, Luchasaurus & Cage atacaron a Allin.

### 2025
Fight for the Fallen 2025 fue un especial de televisión que se transmitió en vivo el 1 de enero de 2025 por el canal televisivo estadounidense TBS y el servicio de streaming Max como especial del programa de televisión semanal Dynamite desde el Harrah’s Cherokee Center en Asheville, North Carolina.

#### Resultados
- «Hangman» Adam Page derrotó a Orange Cassidy.
  - Page cubrió a Cassidy después de un «Buckshot Lariat».
  - Después de la lucha, Page atacó a Cassidy y Christopher Daniels.
- The Hurt Syndicate (Bobby Lashley & Shelton Benjamin) (con MVP) derrotó a The Acclaimed (Anthony Bowens & Max Caster).
  - Lashley forzó a Caster a rendirse con un «Hurt Lock».
- Julia Hart derrotó a Jamie Hayter.
  - Hart cubrió a Hayter después de rociarle un «Black Mist».
- Jay White derrotó a Roderick Strong y Swerve Strickland (con Prince Nana) y ganó el primer lugar en el Casino Gauntlet Match.
  - White cubrió a Strong después de un «Blade Runner».
  - Durante la lucha, Ricochet interfirió en contra de Strickland.
  - Después de la lucha, Ricochet atacó a Strickland y Nana, pero fue detenido por The Undisputed Kingdom.
- Powerhouse Hobbs derrotó a Jon Cruz & Rob Killjoy.
  - Hobbs cubrió a Cruz después de un «Spinebuster» sobre el cuerpo de Killjoy.
- Rated FTR (Cope, Cash Wheeler & Dax Harwood) derrotó a Death Riders (Jon Moxley, Claudio Castagnoli & Wheeler Yuta) (con Marina Shafir).
  - Cope cubrió a Yuta después de un «Shatter Machine» de FTR seguido de un «Spear».
  - Durante la lucha, Shafir interfirió a favor de Death Riders, mientras que Jay White lo hizo a favor de Rated FTR.